# Cayo Aquilio Próculo
Cayo o Gayo Aquilio Próculo  fue un senador romano natural de Campania de finales del siglo I y comienzos del siglo II, que desarrolló su carrera política bajo Domiciano, Nerva y Trajano.
Su carrera no es conocida a través de una inscripción de Puteoli, en la regio I de Italia, que se desarrolla como:

D(is) M(anibus)

Iuliae Procu[li]nae

uxori pudici[ss]im(a)e 

et o{p}bsequent[is]sim(a)e

Aquillius Proculus 

consul procon

sul XVv[i]r 

et si[bi]

Su primer cargo conocido fue el de consul suffectus entre los meses de julio y agosto de 90, bajo Domiciano.
Logró sobrevivir a los años finales del imperio de Domiciano, para alcanzar a ser nombrado procónsul de la provincia Asia entre 103 y 104, bajo Trajano. Su carrera culminó como miembro del colegio sacerdotal de los Quindecemviri sacris faciundis.
Estaba casado con Julia Proculina.